# هواري (اسم)
هواري هو اسم علم مذكر من أصل عربي، ومعناه هو الجندي في فوج عسكري غير منظم المقاتل.

## شخصيات تحمل الاسم
- هواري الدوفان (مغني جزائري، 10 مايو 1971 – )
- هواري بومدين (رئيس سابق للجمهورية الجزائرية الديمقراطية الشعبية، 23 أغسطس 1932 – 27 ديسمبر 1978)
- هواري منار (مغني راي جزائري، 18 ديسمبر 1981 – 7 يناير 2019)

## وصلات خارجية
- موسوعة السلطان قابوس لأسماء العرب